# Michael Oberneyer
Michael Gerhard Oberneyer (* 1962 in Mölln) ist ein Brigadegeneral der Bundeswehr und stellvertretender Amtschef und Leiter Kommandobereich Streitkräfteamt in Bonn.

## Leben

### Ausbildung und erste Verwendungen
Oberneyer trat am 1. Juli 1983 in Albersdorf als Soldat auf Zeit in die Bundeswehr ein und wurde als Offizieranwärter der ABC-Abwehrtruppe ausgebildet. Von 1984 bis 1987 studierte er an der Helmut-Schmidt-Universität/Universität der Bundeswehr Hamburg Pädagogik und wurde 1989 in das Dienstverhältnis eines Berufssoldaten übernommen. Von 1996 bis 1998 wurde Oberneyer an der Führungsakademie der Bundeswehr, ebenfalls in Hamburg, zum Offizier im Generalstabsdienst ausgebildet.

### Dienst als Stabsoffizier
Von Oktober 1998 bis März 2000 war Oberneyer als Stabsoffizier für Militärisches Nachrichtenwesen (G 2) im IV. Korps in Schwielowsee bei Potsdam eingesetzt. Es folgte eine Tätigkeit als Referent im Bundesministerium der Verteidigung (BMVg) in Berlin im Bereich Militärpolitik und bilaterale Beziehungen bis September 2002. Infolge übernahm Oberneyer am 18. September 2002 als Bataillonskommandeur von Oberstleutnant Andreas Bednarzyk die Führung über das ABC-Abwehrbataillon 7 in der General-Weber-Kaserne Höxter und wurde zugleich Standortältester. Er führte den Einsatz eines Kontingentes seines Bataillons in Kuwait im Rahmen der Operation Enduring Freedom. Dort bildete es das ABC-Abwehrbataillon Kuwait. Am 10. September 2004 übergab er das Höxteraner Bataillon an Oberstleutnant Roelof Billmann und wurde Adjutant des Inspekteurs des Heeres. Infolge wurde Oberneyer ab August 2006 Leiter des Verbindungskommandos beim U.S. Army Combined Arms Center in Fort Leavenworth (Kansas) in den Vereinigten Staaten. Es folgte im Januar 2010 eine Verwendung als Referatsleiter für Militärpolitische Aspekte von Operationen im Bundesministerium der Verteidigung in Berlin, bevor Oberneyer von September 2012 bis Juli 2013 das Royal College of Defence Studies in London besuchte.

### Dienst als General
Von August 2013 bis Januar 2017 war Oberneyer als Brigadegeneral Stellvertretender Deutscher Militärischer Vertreter und Chef des Stabes bei der NATO und der Europäischen Union in Brüssel, bevor er diesen Dienstposten an Brigadegeneral Wolfgang Wien übergab. Oberneyer selbst wurde ab Januar 2017 Nachfolger von Brigadegeneral Reinhard Kuhn, der in Ruhestand ging, Deutscher Militärischer Vertreter beim Supreme Headquarters Allied Powers Europe (SHAPE) der NATO in Mons (Belgien). Auf diesem Dienstposten folgte ihm zum 1. Juni 2019 Brigadegeneral Udo Schnittker.
Am 28. Juni 2019 übernahm Oberneyer die Dienstgeschäfte des Director NATO Advisory and Liaison Team (NALT) bei KFOR von Brigadegeneral Uwe Alexander Becker. Auf diesem Dienstposten folgte ihm Frank Best nach. Zum 1. September 2020 wurde Oberneyer Nachfolger von Brigadegeneral Ralf Raddatz als Verteidigungsattaché im Militärattachéstab der Deutschen Botschaft in London. Im September 2023 wurde er stellvertretender Amtschef und Leiter Kommandobereich Streitkräfteamt in Bonn.